# Garance Doré
Pour les articles homonymes, voir Doré.
Garance Doré, née Mariline Fiori le 1er mai 1975 à Ajaccio, est une blogueuse française qui chronique la mode sur un blog de mode qui porte son pseudonyme, lancé en juin 2006 à Marseille. Désormais installée en Angleterre, elle a formé de 2007 à 2014 un couple avec Scott Schuman (en), autre blogueur de mode à l'origine du site The Sartorialist. Pour leur travail, ils ont obtenu un prix du Conseil des créateurs de mode américains le 4 juin 2012. Outre son blog, elle effectue également des missions de conseil pour des marques liées à la mode ainsi que diverses collaborations.

## Parcours
Elle est née le 1er mai 1975 à Ajaccio. Ses parents sont d'origine algérienne par sa mère et italienne par son père. Elle quitte l'Île de Beauté en septembre 1992 pour Valbonne. En mai 2003, elle devient illustratrice free-lance pour la presse et pour des collections de livres pour enfants, installée à Marseille. En juillet 2006, elle ouvre un blog : « Mon blog n'est jamais parti d'une stratégie pour gagner de l'argent ou me faire connaître. Je le voyais comme une façon de trouver une vie intérieure et de rester indépendante », dit-elle.
En novembre 2006, elle emménage à Paris « avec l'envie de vivre de mes illustrations » précise-t-elle. Elle spécialise son blog sur la mode, utilisant un ton décalé au second degré qui reste sa marque de fabrique. En octobre 2007, elle rencontre un américain, Scott Schumann, qui devient son compagnon et qui est lui aussi blogueur, avec une vision différente de ce média : « Un blog, c'est le moyen le moins cher et le plus rapide de communiquer dans ce monde global. Garance est indépendante et fidélise une audience. ». En 2007 toujours, Perrine Sabbat, journaliste du Monde, écrit : « Parmi les blogs du style français les plus consultés, celui de Garance Doré arrive en tête et revendique près de 2 000 lecteurs par jour. Cette illustratrice parisienne agrémente ses billets de dessins de mode qui se démarquent des photos des autres ». Scott Schuman et Garance Doré, qualifiés de « chasseurs de look » se font une renommée et sont sollicités dès lors par des industriels de la mode ou des maisons d'éditions, tel le groupe américain Condé Nast Publications,. 
En 2008, pour la première fois, une marque italienne de luxe, Dolce&Gabbana, décide pour un défilé de placer au premier rang, à côté des rédactrices en chef des magazines les plus importants, quatre blogueurs considérés comme particulièrement influents, dont Garance Doré. C'est un signe de reconnaissance de l'audience de ce nouveau média, de ces blogueurs désormais considérés comme de grands professionnels de la mode, avec un ton décalé, souvent plus drôles, plus proches de leurs lecteurs semble-t-il, plus experts des styles de la rue. La presse de mode ne tarde pas à réagir avec virulence, sentant alors que les hiérarchies établies sont en train de changer. L'année suivante, elle part s'installer à New York avec Scott Schumann. Elle est récompensée avec Schumann en 2012 par un prix du CFDA. En juillet 2014, Garance Doré et Scott Schumann mettent fin à leur relation, l'annonçant l'un et l'autre simultanément sur leur site.
Éclectique, Garance Doré dessine également des collections et réalise du conseil aux entreprises liées à la mode, étant entre autres mise à contribution par des marques désirant aborder le marché français,. Si elle reste transparente sur ses multiples activités annexes très rémunératrices, jusqu'à publier un article de blog concernant son travail, elle n'en est pas moins critiquée pour sa perte d'indépendance. En parallèle de son blog, elle est également active sur Instagram, comptant plusieurs centaines de milliers d'abonnés.
Elle réside aux États-Unis et est installée depuis 2017 à Los Angeles, après avoir vécu à New York.
Garance Doré épouse l'acteur Graham McTavish le 6 janvier 2023 en Ecosse.

### Sources
- Thiébault Dromard, « Tapis rouge pour blogueuse de mode », Challenges, no 464,‎ 11 février 2016, p. 50 à 51 (ISSN 0751-4417)
- Charlotte Brunel, « Le système D », L'Express Styles, no supplément au no 3360 de L'Express,‎ 25 novembre au 1er décembre 2015, p. 44 à 47
- Mathilde Laurelli, « Garance Doré réalise un film pour Whistles », L'Express,‎ 21 mai 2014 (lire en ligne).
- (en) Imran Amed (en), « Fashion Means Business : Garance Doré and Scott Schuman », The Business of Fashion,‎ 23 avril 2013 (lire en ligne).
- Elvire Von Bardeleben, « La fixette française des Américains », Libération,‎ 22 août 2012 (lire en ligne).
- Rédaction le Monde, « L'inventeur du "style hunting". », Le Monde,‎ 17 mars 2012 (lire en ligne).
- Lili Barbery-Coulon, « Blogueurs professionnels », Le Monde,‎ 15 décembre 2012 (lire en ligne).
- Bertrand Le Gendre, « Blogs de mode, style de rue », Le Monde,‎ 13 décembre 2009 (lire en ligne).
- Sibylle Grandchamp, « Elle fait blog », Libération,‎ 5 mars 2009 (lire en ligne).
- (en) Virginia Heffernan, « Pop Couture », The New York Times,‎ 19 décembre 2008 (lire en ligne).
- Perrine Sabbat, « Des carnets personnels qui veulent démocratiser la haute couture », Le Monde,‎ 14 avril 2007 (lire en ligne).

### Publication
- Garance Doré, Love x Style x Life, décembre 2015, Flammarion  (ISBN 978-2081376038)